# Richard Herrmann
Richard Herrmann (Katowice, 28 gennaio 1923 – Francoforte sul Meno, 27 luglio 1962) è stato un calciatore tedesco occidentale di ruolo attaccante, campione del mondo nel 1954 con la Nazionale tedesca occidentale.

## Carriera
Herrmann iniziò a giocare nella squadra della sua città natale, l'1. FC Kattowitz. Nel 1945, quando la squadra scomparve, passò al Kickers Offenbach e nel 1947 al FSV Francoforte, in cui chiuse la carriera nel 1960.
Conta 8 presenze e un gol con la Nazionale tedesca occidentale, con cui esordì il 22 novembre 1950 contro la Svizzera (1-0).
Fece parte della selezione che vinse i Mondiali nel 1954, dove disputò una sola partita contro l'Ungheria realizzando una rete, unica con la maglia della Nazionale.
Morì nel 1962 a causa di una cirrosi epatica.

## Palmarès

### Nazionale
- Campionato mondiale: 1

Svizzera 1954